# Supranet
Supranet è un termine coniato alla fine del XX secolo dall'azienda di analisi industriale Gartner per descrivere la fusione del mondo fisico con quello digitale, "virtuale".

## Storia
Inizialmente, il termine alludeva alla convergenza in corso fra internet, comunicazioni mobili, connessione always-on, sensori e interazione avanzata uomo-computer. Nelle elaborazioni successive il senso fu esteso a includere l'etichettatura elettronica (come quella che avviene in RFID), il tagging geografico (o geotagging) e la mappatura elettronica delle coordinate geografiche (ossia la corrispondenza tra coordinate geodetiche e coordinate internet), il che completava la compenetrazione tra fisico e virtuale.
Le tre pubblicazioni fondamentali sono in inglese, ma se ne trovano gli echi in alcune pubblicate successivamente anche in italiano da uno degli autori originari (in una di esse si introducono i termini collegati 'hypernet' e 'ipergeografia').

## Paradigma
Nel loro complesso, quelle pubblicazioni anticipavano i seguenti trend, che formano il paradigma della Supranet:
- La crescente presenza di dispositivi intelligenti miniaturizzati, come i MEMS o i tag RFID, che già si contavano a miliardi nel 2001;
- La codifica elettronica degli oggetti fisici (prodotti di consumo, automobili, farmaci, abiti, banconote, fogli di carta, eccetera), che li rende univocamente identificabili: quello che oggi si chiama internet delle cose;
- Il fatto che tutti o quasi tutti quegli oggetti saranno collegati in rete grazie a Internet senza fili;
- Il fatto che tutti gli esseri umani e gli animali che porteranno indosso quegli oggetti saranno a loro volta identificabili e connessi;
- Il fatto che l'ubicazione geografica di molte di quelle entità (umani, animali, oggetti) sarà nota con precisione sempre crescente;
- Il fatto che la superficie del pianeta sarà mappata in Internet, o attraverso GIS e Points-of-Interest dedicati (come infatti sta accadendo) o mediante modi più definitivi ed esaustivi, come per esempio l'assegnazione di un indirizzo IP a ogni metro quadrato della terra.

## Aspetti pratici
Diventerà così possibile collocare informazioni elettroniche nei luoghi fisici (il geotagging delle fotografie, come si fa in Panoramio e Picasa e/o con macchine fotografiche dotate di GPS, è un esempio concreto e molto attuale di manifestazione della supranet): dalla descrizione botanica delle piante lungo un sentiero di montagna, alla proiezione di Roma antica sovrapposta alla visione effettiva del panorama dalla terrazza del Pincio, alla fruizione della voce di Wikipedia che descrive un monumento puntandogli contro il telefonino. Sarà possibile avere colli e prodotti che autodeterminano la traiettoria e la tempistica della propria spedizione, che si autoassemblano, che si autodismettono alla data di scadenza. Muoversi nello spazio fisico tridimensionale corrisponderà a muoversi anche in quello digitale/virtuale e viceversa. La distinzione tra spazio e ciberspazio svanirà, e alla fine potrà diventare difficile discernere se siamo collocati in uno o nell'altro.
Oltre a quelle già citate, moltissime sono le applicazioni informatiche che, sebbene puntuali e limitate, contribuiscono al dispiegarsi del concetto di Supranet. Un esempio è la recente introduzione (gennaio 2009) di un software che consente a un telefonino di risolvere il Cubo di Rubik dopo averne fotografato le facce con la videocamera incorporata. Ciò fa intravedere in modo plastico alcune potenzialità dell'integrazione tra il mondo "reale" (ossia l'oggetto della foto o del filmato) e quello "virtuale" del software.
Il concetto di Supranet è stato in seguito ripreso spesso dai media, così come anche in sviluppo di prodotti tecnologici e in ricerche scientifiche. Un esempio di importante progetto che lo ha utilizzato su grande scala è Virtual Australia.

## Precursori
In alcuni dei suoi lavori successivi a quelli del 2001, uno degli analisti Gartner che svilupparono il concetto ha chiarito che la Supranet aveva avuto precursori in David Gelernter, G.W. Fitzmaurice e J.C. Spohrer.